# 衛生福利部國家中醫藥研究所
衛生福利部國家中醫藥研究所（簡稱中醫所）是中華民國唯一國家級中醫藥學研究機構，現隸屬於衛生福利部。
中醫藥研究所掌理中醫藥之研究、實驗及發展等事宜，擁有近三十位中藥與天然物化學和藥理的博士級研究人員，是台灣規模最大的中草藥研究機構。所址位於臺北市北投區國立陽明交通大學陽明校區，近臺北榮民總醫院、國立臺北護理健康大學等醫學機構。

## 沿革
- 1934年9月，立法院通過《國立中醫研究院組織條例》。[2]
- 1937年，國立北平研究院動物學研究所所長經利彬兼任「國立中國醫藥研究所」首任所長。
- 1956年3月，立法院第11次院會通過中醫藥教育法案：設置中醫學校及成立研究機構。
- 1956年6月5日，教育部決議恢復國立中國醫藥研究所。
- 1957年，教育部於台北市南海學園獻堂館成立國立中國醫藥研究所籌備處，籌備處主任由國防醫學院教授李煥燊兼任。
- 1963年10月22日，教育部於台北縣新店鎮成立國立中國醫藥研究所，首任所長由原籌備處主任李煥燊擔任。
- 1995年1月28日，《國立中國醫藥研究所組織條例》[2]奉總統令公布施行，規定國立中國醫藥研究所隸屬教育部。
- 1996年，中醫所出資興建於國立陽明大學校總區（今國立陽明交通大學陽明校區）之研究大樓（傳統醫學大樓）完工啟用，於7月搬遷至該址。[3]
- 2013年7月23日，《衛生福利部國家中醫藥研究所組織法》[4]奉行政院令施行，國立中國醫藥研究所改隸衛生福利部並更名為「衛生福利部國家中醫藥研究所」。
- 中醫藥研究所設立的「衛生福利部國家藥用植物園」，於2015年3月11日開放參觀，自2017年1月20日更名為教學藥園。

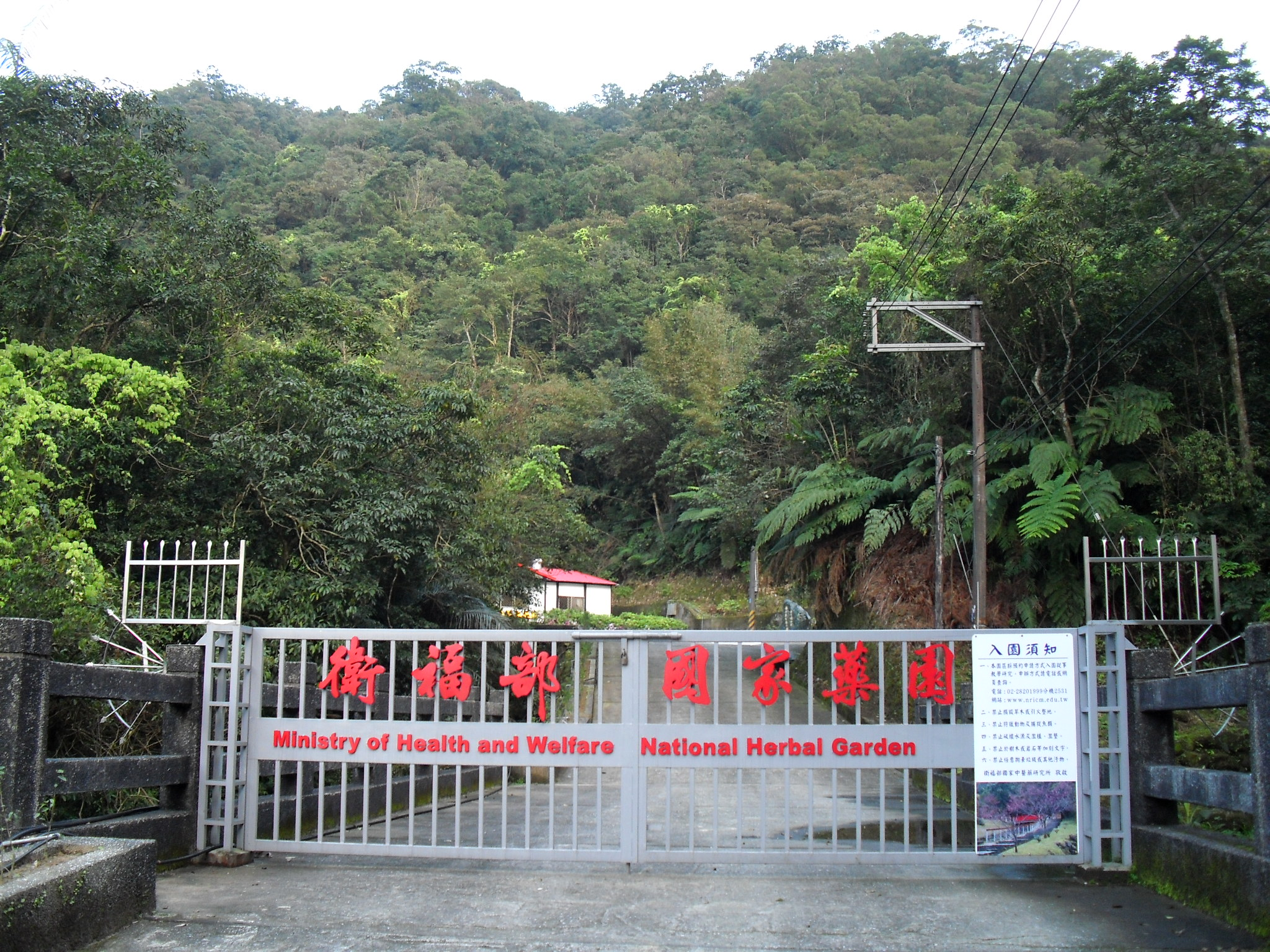
衛生福利部教學藥園位於新北市平溪區

## 歷任所長
| 任次                   | 姓名                   | 就職時間               | 卸任時間               | 備註                                      |
| 國立中國醫藥研究所時期 | 國立中國醫藥研究所時期 | 國立中國醫藥研究所時期 | 國立中國醫藥研究所時期 | 國立中國醫藥研究所時期                    |
| ---------------------- | ---------------------- | ---------------------- | ---------------------- | ----------------------------------------- |
| 1                      | 經利彬                 | 1937年                 |                        | 國民政府時期在大陸                        |
| 2                      | 李煥燊                 | 1963年10月             | 1979年4月              | 1963年在台灣復所                          |
| 3                      | 劉國柱                 | 1979年4月              | 1988年4月              |                                           |
| 4                      | 陳介甫                 | 1988年4月              | 2004年1月              |                                           |
| 5                      | 吳天賞                 | 2004年8月              | 2007年8月              | 2004年2-7月由教育部吳聰能主任秘書代理所長 |
| 6                      | 李德章                 | 2007年8月              | 2009年10月             |                                           |
| 7                      | 黃怡超                 | 2009年10月             | 2013年7月              |                                           |
| 國家中醫藥研究所       |                        |                        |                        |                                           |
|                        | 黃怡超                 | 2013年7月              | 2016年2月              |                                           |
| 8                      | 顧記華                 | 2016年2月              | 2018年2月              |                                           |
| 9                      | 張芳榮                 | 2018年2月              | 2020年2月              |                                           |
| 10                     | 蘇奕彰                 | 2020年2月              | 現任                   |                                           |

## 組織
- 所長
  - 副所長
    - 主任秘書

行政單位
- 秘書室
- 主計員
- 人事管理員

研究單位
- 中醫藥基礎研究組
- 中醫藥臨床研究組
- 中藥化學研究組
- 中藥材發展組
  - 教學藥園
  - 標本館
- 中醫藥典籍組
  - 圖書館
  - 資訊室

## 外部連結
- 衛生福利部國家中醫藥研究所 （页面存档备份，存于）（繁體中文）（英文）